# Cytherura gibba
Cytherura gibba är en kräftdjursart som först beskrevs av Otto Friedrich Müller 1785.  Cytherura gibba ingår i släktet Cytherura och familjen Cytheruridae. Arten är reproducerande i Sverige. Inga underarter finns listade i Catalogue of Life.